# Желязно сърце
„Желязно сърце“ (на английски: Ironheart) е американски минисериал, създаден от Чинака Ходж.
Базиран е върху едноименния персонаж на Марвел Комикс. Минисериалът излиза по Disney+ на 24 юни 2025 г. Сериалът проследява приключенията на Рири Уилямс / Желязното сърце, след филма Черната Пантера: Уаканда завинаги.
Сериалът е част от Киновселената на Марвел. Това е петнадесетият сериал от Марвел Студио и е част от Пета фаза. 

## Главни герои
- Доминик Торн – Рири Уилямс / Желязното сърце
- Антъни Рамос – Паркър Робинс / Качулката
- Алдън Еренрайх – Езикил Стейн
- Лирик Рос – Натали Вашингтон / Н.А.Т.А.Л.И.
- Матю Илам – Ксавиер Вашингтон
- Анджи Уайт – Рони Уилямс
- Мани Монтана – Джон Кинг
- Соня Денис – Клоуна
- Зоуи Теракес – Джери Блъд
- Шакира Барера – Роз Блъд
- Шеа Кули – Охлюва
- Ерик Андре – Стюарт Кларк / Рампейдж
- Кри Самър – Маделин Стантън
- Реган Алия – Зелма Стантън
- Пол Калдерон – Артър Робинс
- Джим Раш – Уилкс
- Саша Барън Коен – Мефисто

## Епизоди
| № | # | Заглавие                                                                            | Режисура      | Сценарий                              | Първо излъчване | Първо излъчване | Рейтинг (в милиони) |
| - | - | ----------------------------------------------------------------------------------- | ------------- | ------------------------------------- | --------------- | --------------- | ------------------- |
| 1 | 1 | Заведи ме вкъщи ("Take Me Home")                                                    | Сам Бейли     | Чинака Ходж                           | 24 юни 2025 г.  | 24 юни 2025 г.  | Неизвестно          |
|   |   |                                                                                     |               |                                       |                 |                 |                     |
| 2 | 2 | Може ли истинската Натали да се изправи? ("Will the Real Natalie Please Stand Up?") | Сам Бейли     | Малари Хауърд                         | 24 юни 2025 г.  | 24 юни 2025 г.  | Неизвестно          |
|   |   |                                                                                     |               |                                       |                 |                 |                     |
| 3 | 3 | В опасност сме, момиче ("We in Danger, Girl")                                       | Сам Бейли     | Франческа Гейлс и Джакулин Джей Гейлс | 24 юни 2025 г.  | 24 юни 2025 г.  | Неизвестно          |
|   |   |                                                                                     |               |                                       |                 |                 |                     |
| 4 | 4 | Кофти магия ("Bad Magic")                                                           | Анджела Барнс | Амир Сюлейман                         | 1 юли 2025 г.   | 1 юли 2025 г.   | Неизвестно          |
|   |   |                                                                                     |               |                                       |                 |                 |                     |
| 5 | 5 | Кармата е бъг ("Karma's a Glitch")                                                  | Анджела Барнс | Кристиан Мартинез                     | 1 юли 2025 г.   | 1 юли 2025 г.   | Неизвестно          |
|   |   |                                                                                     |               |                                       |                 |                 |                     |
| 6 | 6 | Миналото си е минало ("The Past Is the Past")                                       | Анджела Барнс | Чинака Ходж                           | 1 юли 2025 г.   | 1 юли 2025 г.   | Неизвестно          |
|   |   |                                                                                     |               |                                       |                 |                 |                     |